# Arthur Bruce Evans
Arthur Bruce Evans, né le 24 octobre 1948 à Salem (Massachusetts), est un universitaire et vernien américain, spécialiste de la science-fiction.

## Biographie
Il fait ses études à l'Université Tufts (1966-1970) et puis enseigne dans le Vermont de 1970 à 1978. Après les études de Ph.D. à l'Université Columbia à New York (1981-1985), il accepte un poste de professeur à DePauw University en Indiana en 1985 dont il devient titulaire de la chaire des langues en 1994. En 2015, il y est nommé Professeur émérite de langue française.

## Travaux
En outre d'être l'éditeur scientifique de plusieurs traductions des œuvres de Jules Verne aux États-Unis, on lui doit de très nombreux articles ainsi que les ouvrages suivants :
- Jean Cocteau and his Films of Orphic Identity, Associated University Presses, 1977.
- Jules Verne Rediscovered: Didacticism and the Scientific Novel, Greenwood Press, 1988.
- The Wesleyan Anthology of Science Fiction, Wesleyan University, 2010

Il est l'auteur des définitions Robida, Albert et Verne, Jules de l' Encyclopedia Britannica, 2006